# Stardust, le mystère de l'étoile
Pour les articles homonymes, voir Stardust.
Pour plus de détails, voir Fiche technique et Distribution.
Stardust, le mystère de l'étoile (Stardust) est un film de fantasy britanno-américain réalisé par Matthew Vaughn et sorti en 2007. Il s'agit de l'adaptation du roman Stardust écrit par Neil Gaiman, se déroulant à l'époque victorienne et qui conte les péripéties survenant à un jeune homme (interprété par Charlie Cox) parti chercher une étoile qui a pris forme humaine (Claire Danes) dans un royaume magique. 
Le film bénéficie de seconds rôles prestigieux tels que Robert De Niro, Michelle Pfeiffer et Peter O'Toole. Il a rencontré un succès commercial modéré mais a été plutôt bien accueilli par la critique et a gagné quelques récompenses, dont le prix Hugo.

## Synopsis
En Angleterre, au XIXe siècle, un village a été nommé Mur en raison de la présence, à proximité, d'un mur qui a été bâti pour séparer le monde des humains du royaume magique de Stormhold. Dunstan Thorn a réussi à tromper la vigilance du gardien du mur et à passer une nuit à Stormhold alors qu'il était jeune. Il y a rencontré la jeune esclave d'une sorcière avec qui il a eu une romance d'une nuit et, neuf mois plus tard, un bébé a été apporté chez lui. 
Dix-huit ans plus tard, le jeune Tristan Thorn, fils de Dunstan, est éperdument amoureux d'une belle jeune fille, Victoria. Prêt à tout pour elle, il lui a promis de lui ramener une étoile tombée du ciel qu'ils ont vu tomber au-delà du mur. Il décide de le franchir, entrant ainsi dans le royaume de Stormhold, dont le roi mourant a lancé une compétition entre ses fils pour lui succéder sur le trône, qui reviendra à celui qui retrouvera son collier magique. C'est sa collision avec cet objet qui a provoqué la chute de l'étoile, que Tristan retrouve au fond d'un cratère sous l'aspect d'une jeune fille, Yvaine, qui est fort belle mais bien peu disposée à le suivre jusqu'à son village. Tristan l'oblige à le suivre en l'enchaînant mais le parcours du retour est semé d’embûches. Trois sorcières qui ont également vu tomber l'étoile projettent de manger son cœur pour retrouver leur jeunesse et leurs pouvoirs magiques et envoient l'une d'elles, Lamia, la récupérer. Primus et Septimus, les deux fils survivants du roi, sont également sur les traces de l'étoile.
Yvaine échappe à Tristan et arrive dans une auberge qui a en fait été créée magiquement par Lamia pour tendre un piège à la jeune femme. Tristan rencontre Primus et tous deux arrivent à l'auberge, interrompant Lamia au moment où elle allait tuer Yvaine. Lamia tue Primus mais Tristan et Yvaine parviennent à s'échapper en utilisant une bougie de Babylone qui les expédie dans les nuages, où ils sont aussitôt capturés par l'équipage de pirates d'un bateau volant. Mais le capitaine Shakespeare, qui commande le bateau, est en fait d'une nature sensible et délicate et fait passer Tristan pour son neveu, lui enseignant l'escrime. Au cours du voyage, Tristan et Yvaine deviennent de plus en plus proches.    
Après avoir fait leurs adieux au capitaine Shakespeare, Tristan et Yvaine sont proches d'arriver au Mur et le jeune homme décide d'aller seul annoncer à Victoria qu'il renonce à elle car il est amoureux d'Yvaine. Mais celle-ci croit que Tristan l'a abandonnée et part également pour le Mur, ignorant qu'elle trouvera la mort dès qu'elle passera la frontière de Stormhold. Septimus retrouve Shakespeare pour lui faire avouer où sont Tristan et Yvaine mais l'intervention de l'équipage des pirates sauve leur capitaine et Septimus doit s'enfuir. Alors qu'elle allait franchir le mur, Yvaine est sauvée par Una, l'esclave d'une sorcière, mais Lamia les capture toutes les deux et les emmène dans le manoir où elle vit avec ses deux sœurs, Empusa et Mormo. Septimus et Tristan font une alliance pour combattre Lamia et, une fois dans le manoir, rencontrent Una, qui est en fait la sœur de Septimus et la mère de Tristan. Septimus tue Empusa mais est ensuite tué par Lamia alors que Tristan se débarrasse de Mormo. Lamia est ensuite sur le point de tuer Tristan mais Yvaine, désormais certaine de l'amour de Tristan pour elle, scintille de toute sa puissance et son éclat est tel qu'il vaporise Lamia. Tristan, dernier héritier de Stormhold par sa mère, devient le nouveau souverain du royaume avec Yvaine comme reine.

## Fiche technique

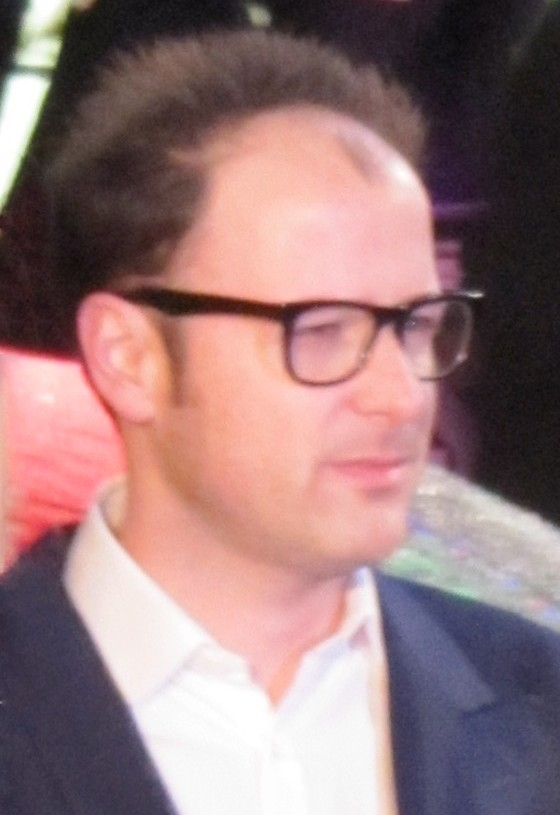
Matthew Vaughn signe avec Stardust sa deuxième réalisation.

- Titre français : Stardust, le mystère de l'étoile
- Titre original : Stardust
- Réalisation : Matthew Vaughn
- Scénario : Jane Goldman et Matthew Vaughn, d'après le roman Stardust de Neil Gaiman
- Décors : Gavin Bocquet
- Costumes : Sammy Sheldon
- Photographie : Ben Davis
- Montage : Jon Harris
- Musique : Ilan Eshkeri (musique du générique : Rule the World)
- Production : Lorenzo di Bonaventura, Michael Dreyer, Neil Gaiman et Matthew Vaughn
- Sociétés de production : Paramount Pictures, Marv Films, Vaughn Productions, Di Bonaventura Pictures, Ingenious Film Partners et Truenorth Productions
- Société de distribution : Paramount Pictures
- Budget : 70 000 000 $[1]
- Pays de production :  États-Unis,  Royaume-Uni
- Langue originale : anglais
- Formats : couleurs - 2,35:1 - Dolby Digital - 35 mm
- Genres : fantasy, aventures
- Durée : 127 minutes
- Dates de sortie :
  - Canada, États-Unis : 10 août 2007
  - Royaume-Uni : 19 octobre 2007
  - France, Belgique : 24 octobre 2007

## Distribution
- Charlie Cox (VF : Franck Lorrain - VQ : Nicolas Charbonneaux-Collombet) : Tristan Thorn
- Claire Danes (VF : Barbara Kelsch - VQ : Aline Pinsonneault) : Yvaine
- Michelle Pfeiffer (VF : Emmanuelle Bondeville - VQ : Élise Bertrand) : Lamia
- Robert De Niro (VF : Jacques Frantz - VQ : Hubert Gagnon) : le capitaine Shakespeare
- Mark Strong (VF : Julien Kramer - VQ : Daniel Picard) : Septimus
- Sienna Miller (VF : Ingrid Donnadieu - VQ : Bianca Gervais) : Victoria
- Nathaniel Parker (VQ : François Godin) : Dunstan Thorn
- Jason Flemyng (VF : David Krüger - VQ : Mario Desmarais) : Primus
- Melanie Hill (VQ : Johanne Léveillé) : Sal la Souillon
- Kate Magowan (VQ : Valérie Gagné) : Una
- Sarah Alexander : Empusa
- Joanna Scanlan : Mormo
- Henry Cavill (VF : Jean-Pierre Michaël) : Humphrey
- Peter O'Toole (VF : Bernard Tiphaine - VQ : Jean-Marie Moncelet) : le roi
- Dexter Fletcher : le pirate maigre (second du capitaine Shakespeare)
- David Kelly : le gardien du mur
- Ben Barnes : Dunstan Thorn (jeune)
- Ricky Gervais (VF : Thierry Bourdon - VQ : François L'Écuyer) : Ferdy le Fourgue
- Mark Williams : Billy
- Rupert Everett : Secundus
- Mark Heap : Tertius
- Julian Rhind-Tutt (VF : Cédric Dumond) : Quartus
- Adam Buxton : Quintus
- David Walliams : Sextus
- Ian McKellen  (VF : Marc Cassot - VQ : Vincent Davy) : le narrateur (voix)

Sources et légende : Version française (VF) sur Voxofilm. Version québécoise (VQ) sur Doublage Québec

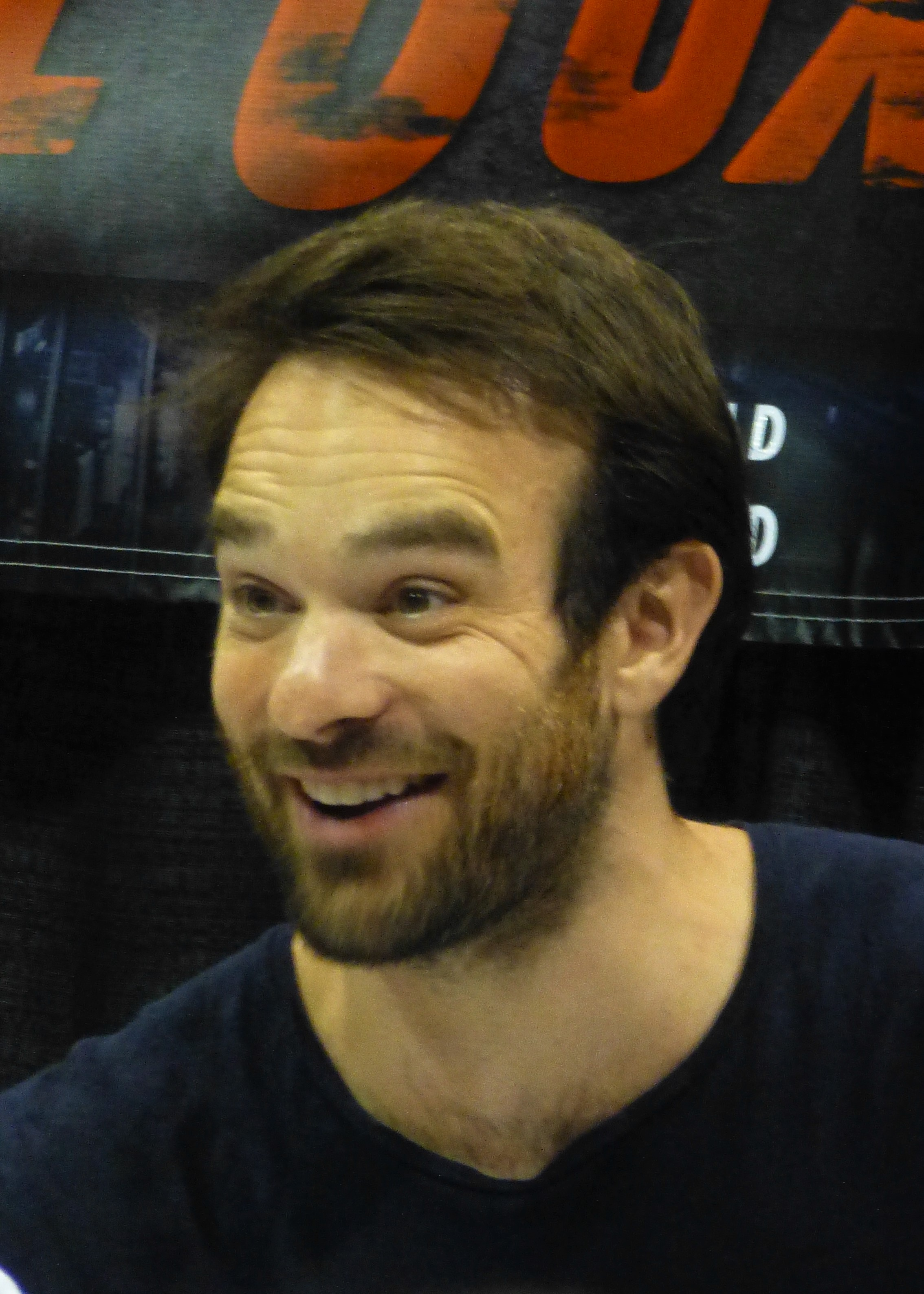
Charlie Cox interprète Tristan Thorn, personnage principal du film.
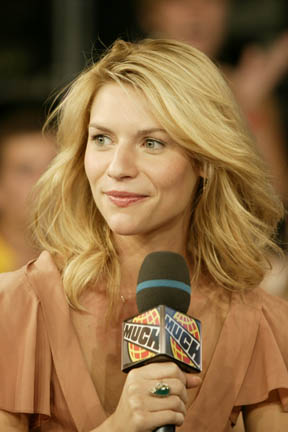
Claire Danes joue le rôle de l'étoile qui a pris forme humaine prénommée Yvaine.
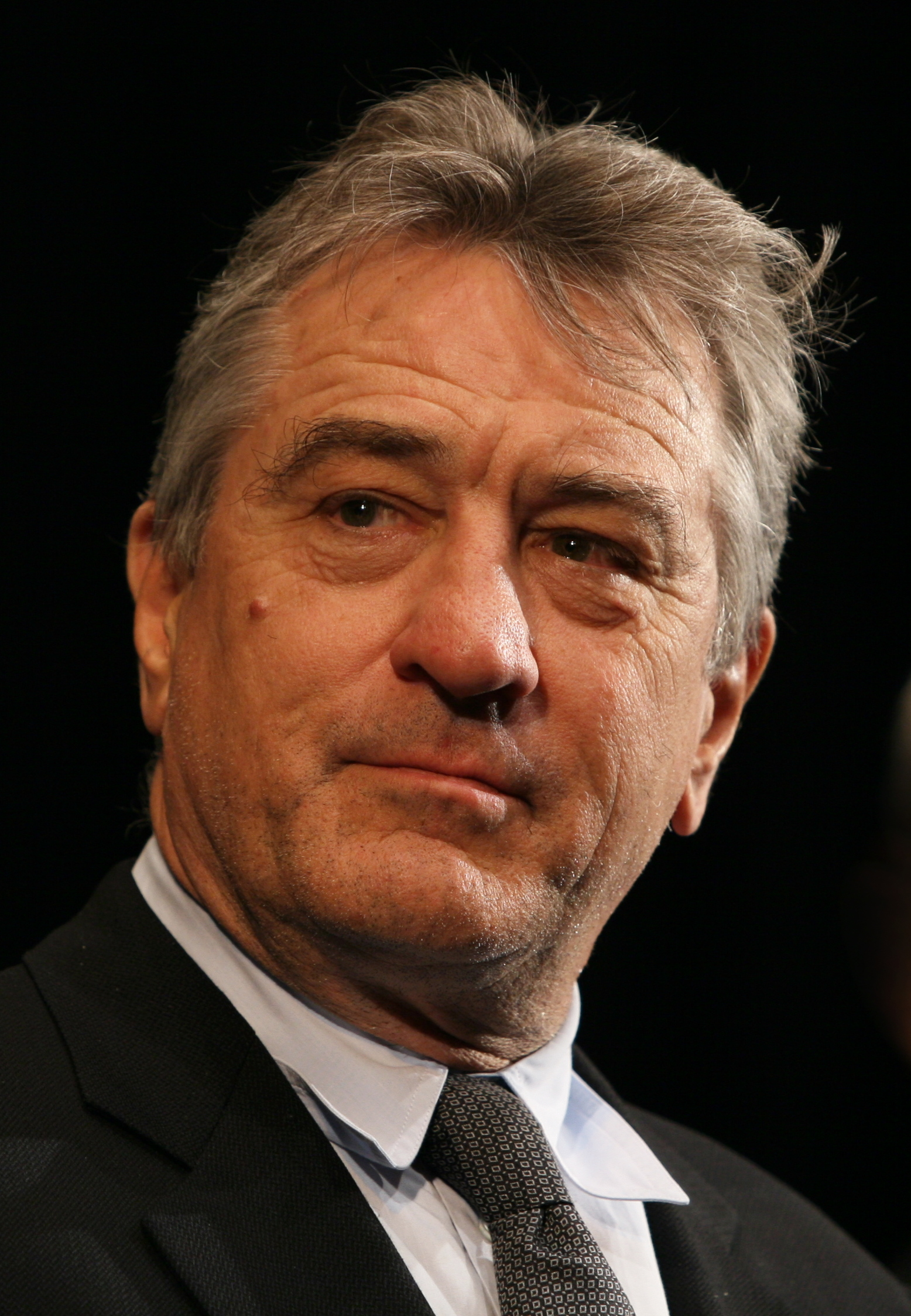
Robert De Niro incarne le capitaine Shakespeare, pirate au cœur tendre.
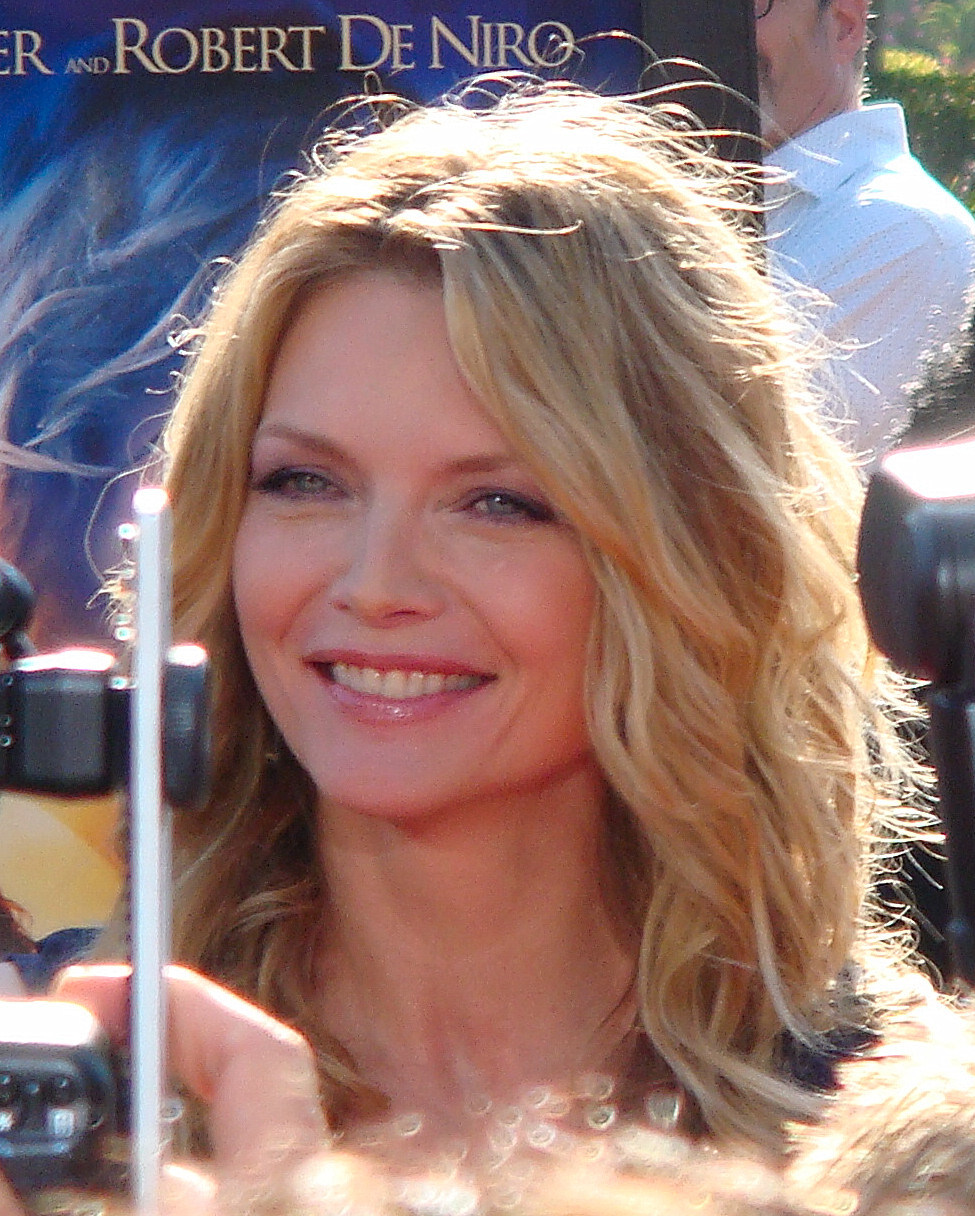
Michelle Pfeiffer joue le rôle de la sorcière Lamia, qui veut le cœur de l'étoile.
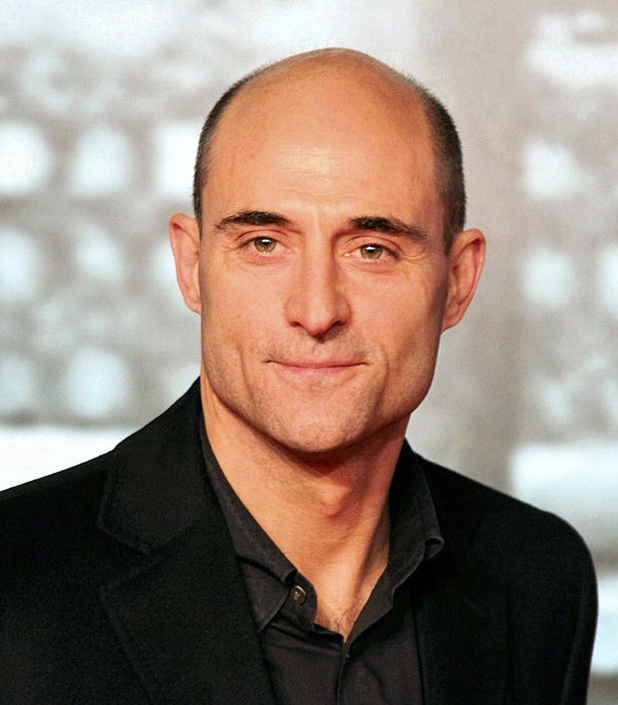
Mark Strong interprète le prince Septimus, prêt à tout pour s'asseoir sur le trône.

## Production

### Genèse et développement
Une option sur les droits d'adaptation de Stardust de Neil Gaiman, est posée par Miramax peu après la publication du roman. Mais, selon Gaiman, le développement du projet n'est pas satisfaisant et l'auteur récupère les droits à la suite de l'expiration de la période de l'option. Gaiman refuse ensuite d'autres propositions jusqu'à ce que le producteur Matthew Vaughn, qui vient de s'essayer à la réalisation avec Layer Cake, le persuade de développer un nouveau projet avec lui. Matthew Vaughn entre en contact avec Terry Gilliam pour réaliser le film mais il refuse car il vient de terminer Les Frères Grimm et ne souhaite pas enchaîner avec un autre film dans un univers conte de fées. Matthew Vaughn doit quant à lui diriger X-Men : L'Affrontement final mais il abandonne la réalisation de ce film car il n'a pas les coudées franches pour le faire comme il veut. Il décide alors de réaliser lui-même Stardust. Il pose une option sur les droits d'adaptation en janvier 2005 puis, au mois d'octobre, il finalise les négociations avec Paramount Pictures pour réaliser et produire le film avec un budget de 70 000 000 $.
Matthew Vaughn propose à Neil Gaiman d'écrire le scénario mais celui-ci décline l'offre car il préfère que le réalisateur ait sa propre vision. Matthew Vaughn, plus à l'aise dans les séquences d'action, demande alors à Jane Goldman d'écrire le scénario avec lui, afin d'apporter son savoir-faire en matière de relations humaines et d'histoires d'amour. La principale difficulté qu'ils rencontrent en écrivant le scénario est le côté sérieux et sombre du roman, qui est un conte de fées pour adulte où le sexe et la violence sont présents. Ils introduisent à la place plus d'humour et un côté plus fantaisiste, avec l'accord de Gaiman, qui ne tient pas particulièrement à ce que le film soit une adaptation fidèle de son livre. Neil Gaiman s'est aperçu en enregistrant le livre audio de Stardust que cela lui avait pris dix heures et demie, prenant ainsi conscience que des compressions devaient être faites et des passages mis de côté et préfère donc que le film soit différent plutôt qu'une version raccourcie du roman qui décevrait les gens qui l'ont lu. Vaughn décrit le résultat comme un croisement entre Princess Bride et Midnight Run. Vaughn et Goldman décident également de donner des noms aux trois sorcières, qui ne sont connues que sous le nom collectif de Lilin dans le livre, et reprennent pour les baptiser des noms issus de la mythologie grecque. 

### Attribution des rôles
Le casting se déroule au début de l'année 2006 et Matthew Vaughn rencontre Robert De Niro et Michelle Pfeiffer afin de les persuader d'interpréter des rôles secondaires dans son film. Les deux stars acceptent, se réjouissant d'avoir des rôles à contre-emploi, un capitaine pirate efféminé et une sorcière dont la beauté se dégrade progressivement, à la grande joie mais aussi à la surprise de Vaughn, qui engage un relatif inconnu, Charlie Cox, dans le rôle principal afin de refléter le caractère peu sûr de lui et un peu ringard de Tristan Thorn. Vaughn engage aussi Sienna Miller, qui a déjà travaillé avec lui sur Layer Cake. Le choix le plus ardu concerne le principal rôle féminin, celui d'Yvaine, qui est tout d'abord offert à Sarah Michelle Gellar, celle-ci devant décliner la proposition à contrecœur pour ne pas s'éloigner longtemps de son mari, Freddie Prinze Jr., alors en tournage aux États-Unis. Claire Danes est alors choisie par Vaughn, qui a auditionné de nombreuses actrices pour le rôle et est convaincu par son alchimie avec Cox.

### Tournage

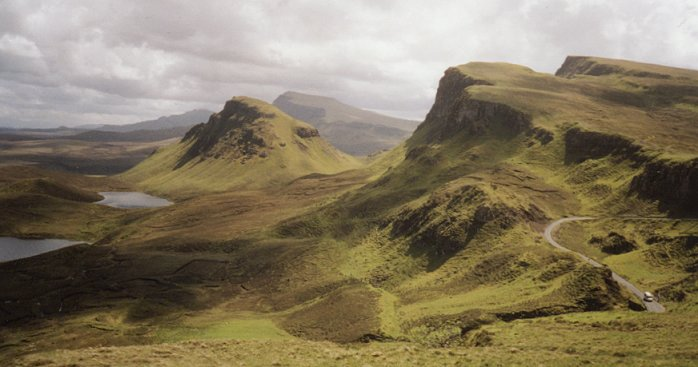
Certains extérieurs du film ont été tournés sur l'Île de Skye.

Le tournage a lieu du 19 avril au 13 juillet 2006 et se déroule en Angleterre, en Écosse et en Islande. Le tournage en studios prend place aux Pinewood Studios, où est notamment construit le pont du bateau volant des pirates, construction qui nécessite deux mois à une équipe de quarante personnes et coûte 1 000 000 $. Les extérieurs sont notamment tournés en Islande, dans les Highlands, sur l'île de Skye, dans le Hertfordshire, à Norwich (pour les rues et le marché de Stormhold) et à Castle Combe,. Robert De Niro rejoint le tournage pendant deux semaines, pour tenir son rôle qui a été considérablement développé par rapport au livre. Pour le design de la salle principale du manoir des sorcières, Matthew Vaughn s'inspire de la galerie des Glaces du château de Versailles. L'infographie est utilisée aussi peu que possible et seulement pour ce qui est impossible ou trop coûteux à filmer autrement.

### Musique
La bande originale du film, composée par Ilan Eshkeri, comprend des réarrangements du prélude 2 en Do mineur du Clavier bien tempéré de Jean-Sébastien Bach (lors des premières scènes à l'auberge de Lamia), ainsi que des Danses slaves, Op. 46, No. 6 en ré majeur d'Antonín Dvořák (pour la danse à bord du bateau volant). Elle contient également le Galop infernal d'Orphée aux Enfers de Jacques Offenbach, pour la rencontre entre Septimus et le capitaine Shakespeare, et Rule the World, chanson du groupe Take That, pour le générique de fin.

## Accueil

### Accueil critique
Le film a été plutôt bien accueilli par la critique, recueillant 76 % de critiques favorables, avec un score moyen de 6,8⁄10 et sur la base de 182 critiques collectées, sur le site Rotten Tomatoes. Sur le site Metacritic, il obtient un score de 66⁄100, sur la base de 33 critiques collectées. 
En France, il obtient une moyenne de 3 étoiles sur 5 pour les critiques de la presse sur le site Allociné. Du côté des critiques favorables, Gérard Delorme, de Première, juge que « Matthew Vaughn maîtrise une multiplicité d'intrigues sans jamais perdre le film ni le rythme » ; Yves Rivard, de L'Écran fantastique, trouve la « mise en scène fastueuse dans ses décors et paysages [...] et généreuse dans ses scènes d'effets spéciaux » ; pour Bruno Bayon, de Libération, c'est une « bonne surprise » teintée d'humour ; pour Ouest-France il s'agit d'un « conte original qui travaille de multiples intrigues, avec un casting prestigieux » ; Julien Barcilon, de Télé 7 Jours, évoque « une friandise visuellement séduisante, tonique et originale, à dévorer dès l'âge de raison » ; et Studio Magazine « un beau conte de fées contemporain » qui « renouvelle le genre » avec « beaucoup d'humour » et des seconds rôles « d'une originalité étonnante ».
Parmi les critiques plus mitigées, Stéphane Delorme, des Cahiers du cinéma, estime que c'est un « spectacle bon ton » malgré « la pâleur fade de Claire Danes et un merveilleux un peu barbant » ; pour Thomas Sotinel, du Monde, le film « est sauvé de l'ennui par les vaillants efforts de Claire Danes, Michelle Pfeiffer et enfin de Robert De Niro » ; Vincent Ostria, de L'Humanité, trouve qu'il y a « foison de (belles) idées poétiques [...] mais elles sont mal traitées, alourdies au lieu d'être gracieuses » ; pour Stéphane Moissakis, de Mad Movies, le film « parvient à trouver le ton juste, entre premier degré et ironie mordante » mais « dévoile étrangement les limites de réalisateur de Vaughn ». 
Du côté des critiques négatives, Héléna Villovitch, du magazine Elle, juge que la musique « s'efforce consciencieusement de détruire vos tympans pendant que les tourtereaux feignent de ne pas comprendre qu'ils sont faits l'un pour l'autre » ; Olivier Bonnard, du Nouvel Observateur, évoque un film « cheap, limite ringard » « malgré quelques bonnes idées (Robert DeNiro en pirate gay de l'espace, Michelle Pfeiffer en sorcière fripée) » ; et pour Cécile Mury, de Télérama, « un peu d'humour absurde et quelques vraies "étoiles" [...] viennent pimenter ce luxueux pot-pourri d'aventures et de légendes sans grande originalité ». 

### Box-office
Le film est tout d'abord sorti au Canada et aux États-Unis, dans 2 540 salles de cinéma, ainsi qu'en Russie. Il a connu un succès commercial assez limité, rapportant 135 553 760 $ (un peu moins de deux fois son budget) au box-office mondial, dont 38 634 938 $ aux États-Unis et au Canada et 30 910 678 $ au Royaume-Uni, pays dans lequel le film a eu le plus de succès avec presque trois millions d'entrées, et en Irlande. Il a réalisé 459 641 entrées en France, 190 674 en Belgique, et 30 753 en Suisse.
| Pays ou région    | Box-office      | Date d'arrêt du box-office | Nombre de semaines |
| ----------------- | --------------- | -------------------------- | ------------------ |
| États-Unis Canada | 38 634 938 $    | 25 octobre 2007            | 11                 |
| Royaume-Uni       | 30 910 678 $    |                            | -                  |
| France            | 469 951 entrées |                            | -                  |
| Total mondial     | 137 515 140 $   | -                          | -                  |

## Distinctions

### Récompenses
| Année      | Cérémonie ou récompense             | Prix                                     | Lauréat(es) |
| ---------- | ----------------------------------- | ---------------------------------------- | ----------- |
| 2007       |                                     |                                          |             |
| PFCS Award | Film le plus sous-estimé de l'année |                                          |             |
| 2008       | Prix Hugo                           | Meilleur film                            |             |
| 2008       | Empire Award                        | Meilleur film de fantasy/science-fiction |             |
| 2008       | Prix GLAAD Media                    | Meilleur film                            |             |

### Nominations
| Année         | Cérémonie ou récompense               | Prix              | Nommé(es) |
| ------------- | ------------------------------------- | ----------------- | --------- |
| 2008          |                                       |                   |           |
| Saturn Awards | Meilleur film de fantasy              |                   |           |
| Saturn Awards | Meilleure actrice dans un second rôle | Michelle Pfeiffer |           |
| Saturn Awards | Meilleurs costumes                    | Sammy Sheldon     |           |

## Distribution vidéo
Stardust est sorti en DVD le 18 décembre 2007 en région 1 et le 24 avril 2008 en région 2. Le DVD comprend le making of du film, un bêtisier et des scènes coupées. La version du film en disque Blu-ray est sortie le 7 septembre 2010 en région 1. Elle reprend les bonus de la version DVD ainsi qu'un commentaire audio du film par Matthew Vaughn et Jane Goldman. La version Blu-ray du film est sortie le 4 octobre 2011 en région 2, uniquement dans un double coffret comprenant également Le Dernier Maître de l'air.